# 哥德山脈

毛德王后山脉的地图，哥德山脉位于其中心右下部。

哥德山脈（英語：Gothic Mountains）是南極洲的山脈，位於瑪麗伯德地，屬於毛德王后山脈的一部分，全長32公里，山體由花崗岩組成，美國探險隊在1934年12月首次踏足該山脈。
86°00′S 150°00′W / 86.000°S 150.000°W